# 미미 킨
미미 킨(Mimi Keene, 1998년 8월 5일 ~ )은 잉글랜드의 배우이다. 넷플릭스 드라마 《오티스의 비밀 상담소》의 루비 매튜스 역으로 전 세계적으로 이름을 알렸다.

## 출연 작품

### 영화
- 클로즈 (2019)
- 톨킨 (2019) - 어린 에디스 브렛 역
- 애프터 에브리씽 (2023)

### 텔레비전
- 이스트엔더스 (2013-15) - 신디 윌리엄스 역
- 오티스의 비밀 상담소 (2019-23) - 루비 매튜스 역